# آرون مک گوان
آرون مک گوان (انگلیسی: Aaron McGowan؛ زادهٔ ۲۴ ژوئیهٔ ۱۹۹۷) بازیکن فوتبال اهل بریتانیا است.
از باشگاه‌هایی که در آن بازی کرده‌است می‌توان به باشگاه فوتبال مورکم اشاره کرد.